# Asha Miró
Asha Maria Miró Vega (Saha, Índia, 1967), més coneguda com a Asha Miró, és una escriptora i presentadora de televisió catalana d'ascendència índia.

## Biografia
Nascuda a Saha, prop de Nasik, a la India, originalment amb el nom de Usha Ghoderao, el seu pare l'hi va canviar per Asha (Esperança) en lliurar-la a les religioses d'un orfenat; aquest era també el nom de la seva germana gran, Asha Meherkhamb. La seva primera infància va transcórrer en orfenats a Mumbai. El 1974, va ser adoptada per una família catalana i des de llavors ha viscut a Barcelona. Es diplomà en Ciències de l'Educació a la Blanquerna - Universitat Ramon Llull de Barcelona i cursà la carrera musical i de piano al Conservatori Municipal de Barcelona. Després d'estudiar a la capital catalana, es dedicà a l'ensenyament a diverses escoles de música des de 1989 a 2001. Ha treballat en diversos projectes de voluntariat a l'Índia, Ruanda i Mèxic i s'ha compromès a la comprensió intercultural i una experta en adopcions. També ha organitzat programes infantils a la televisió i ha estat presentadora de Televisió.
L'adopció i els seus dos primers viatges a l'Índia els ha descrit en dos llibres, que van ser filmats com un documental de televisió. Les seves experiències van inspirar Miró també a publicar llibres infantils. Tots ells han passat a convertir-se en els més venuts, traduïts del català a molts altres idiomes. El 2015 la versió cinematogràfica de Rastres de sàndal, va arribar a guanyar el Premi Gaudí a la millor pel·lícula en llengua catalana.
Asha Miró, que ha estat considerada com una icona de la interculturalitat, ha treballat al Departament de Comunicació del Fòrum Universal de les Cultures de Barcelona 2004, i col·labora amb diverses ONG.

## Obres
- La filla del Ganges: la història d'una adopció (2003)[9]
- Les dues cares de la lluna (2004)[2]
- Los cuatro viajeros en el acuario (2004[13]
- Rastres de Sàndal (2007), conjuntament amb Anna Soler-Pont.[14][15]
- Paraules retrobades. La lluita del meu pare contra l'Alzheimer (2013)[16]
- Mihrimah, te espero entre el sol y la luna (2015), juntament amb Pere Cordón.[13]
- Komal y la cometa de colores (2013)